# 韦尔登 (艾奥瓦州)
韋爾登（英語：Weldon）是一個位於美國愛荷華州克拉克縣和第開特縣的城市。

## 地理
韋爾登的座標為41°53′03″N 92°44′03″W / 41.88417°N 92.73417°W，而該地的平均海拔高度為350米（即1148英尺）。

## 人口
根據2010年美國人口普查的數據，韋爾登的面積為0.47平方千米，當中陸地面積為0.47平方千米，而水域面積為0.00平方千米。當地共有人口125人，而人口密度為每平方千米265人。